# Não Perco Meu Tempo
"Não Perco Meu Tempo"  é uma canção da artista musical brasileira Anitta. Foi lançada em 9 de novembro de 2018 pela Warner Music, como segundo single de seu EP Solo (2018). Foi lançada no mesmo dia de outra faixa, "Veneno".

## Desenvolvimento
No segundo semestre de Anitta começou a ser cobrada pelos fãs sobre o lançamento de músicas em língua portuguesa para suprir o mercado nacional, uma vez que a cantora estava focada na América Latina. Em novembro a cantora anunciou que lançaria um EP com três faixas em português, espanhol e inglês, cada uma para um público diferente – Brasil, América Latina e uma possível entrada na Europa.
Enquanto "Não Perco Meu Tempo" e "Veneno" foram lançadas como single, "Goals" acabou ganhando um videoclipe apenas e não sendo utilizada como música de trabalho. A faixa foi liberada em 9 de novembro de 2018 como aposta para o verão de 2019.

## Lista de faixas
| Download digital |                       |         |  |
| N.º              | Título                | Duração |  |
| 1.               | "Não Perco Meu Tempo" | 2:56    |  |

## Desempenho nas tabelas musicais

### Paradas semanais
| Tabela musical (2018)           | Melhor posição |
| ------------------------------- | -------------- |
| Brasil (Brasil Hot 100 Airplay) | 37             |
| Brasil (Spotify Brasil)         | 1              |